# Benzedrina
A Benzedrina ou Benzedrine foi o nome comercial de um produto usado inicialmente como descongestionante nasal com a anfetamina como ingrediente activo.
O medicamento foi frequentemente referido como "bennies" por utilizadores e na literatura.
Foi comercializada sob esta marca no EUA por Smith, Kline & French sob a forma de inaladores, a partir de 1933. Três anos mais tarde, foi introduzida sob a forma de sulfato e utilizada para tratar as mais diversas condições médicas, como a narcolepsia, obesidade, baixa pressão sanguínea, baixa líbido, dor crónica, entre outras.
Nos dias de hoje, ainda é comercializada a anfetamina sulfato, tal como a usada na fórmula da benzedrina, mas a sua disponibilidade é muito limitada, encontrando-se apenas disponível nos Estados Unidos e no Chile.

## História e cultura
Enquanto o medicamento era inicialmente usado para fins médicos, como descongestionante, os primeiros usuários do inalador "Benzedrine" descobriram que ele tinha um efeito estimulante eufórico, resultando em um dos primeiros estimulantes sintéticos a ser amplamente usado para fins recreativos (ou seja, não-médicos). Mesmo que esta droga se destinasse à inalação, algumas pessoas usaram benzedrina de forma recreativa quebrando o recipiente e engolindo a tira de papel dentro, que estava coberta de benzedrina. As tiras eram muitas vezes enroladas em pequenas bolas e engolidas, ou tomadas com café ou álcool. Por causa do efeito colateral estimulante, os médicos descobriram que a anfetamina também pode ser usada para tratar a narcolepsia. Isso levou à produção de benzedrina na forma de comprimidos. A benzedrina também foi usada pelos médicos para animar pacientes letárgicos antes do café da manhã.
Em 1937, os efeitos da benzedrina e, portanto, do uso de estimulantes, foram estudados em crianças com distúrbios comportamentais e neurológicos.
A benzedrina foi fornecida para combater tropas na Segunda Guerra Mundial para uso em circunstâncias excepcionais (por exemplo, para manter os oficiais de escolta acordados e alertas na busca contínua de submarinos por 24 horas ou mais), conforme documentado por alguns participantes, por exemplo, Nicholas Monsarrat. Nas décadas de 1940 e 1950, começaram a surgir relatos sobre o uso recreativo dos inaladores de benzedrina e, em 1949, os médicos começaram a afastar-se da prescrição da benzedrina como broncodilatador e inibidor de apetite. Em 1959, a Administração de Alimentos e Medicamentos dos Estados Unidos (FDA, na sigla em inglês) transformou-a em um medicamento de prescrição. Após a sua remoção da venda aberta, um mercado negro continuou em muitas grandes cidades, para abastecer viciados e entusiastas. Por exemplo, a jornada de trabalho em alguns carnavais (por exemplo, Dia do Trabalho na Exposição Nacional Canadense, Toronto, em 1960) foi de 12 a 16 horas de duração, possibilitada pela dose padrão de comprimidos de benzedrina, ainda disponível sub-repticiamente.
Benzedrina e anfetaminas derivadas foram usadas como estimulantes para as forças armadas durante a Segunda Guerra Mundial e a Guerra do Vietnã. A benzedrina era comumente referenciada na cultura e nos escritos dos Beatniks. Foi mencionado nos trabalhos de beats famosos, incluindo o romance de Jack Kerouac - On the Road, o romance de Sylvia Plath, The Bell Jar, o romance de William S. Burroughs, Junky, e o poema de memórias de Allen Ginsberg, "Howl". A benzedrina também é mencionada no romance City of Night, de John Rechy, e em vários romances de Jacqueline Susann, em especial The Love Machine, em que a personagem principal Robin Stone trata a droga como uma "dieta equilibrada", inclusive carne vermelha e cigarros. A benzedrina é freqüentemente referenciada no romance Last Exit, de Hubert Selby Jr.
Quando a anfetamina se tornou uma substância controlada, ela foi substituída pela propilexedrina. Propylhexedrine também foi fabricado pela Smith, Kline e French e foi comercializado sob o nome Benzedrex. O inalador Benzedrex ainda está disponível hoje, mas agora é fabricado pela B.F. Ascher & Company, Inc. Em certos países (por exemplo, nos Estados Unidos), a levometanfetamina é usada como ingrediente ativo em certas marcas de inaladores, como Vicks VapoInhaler, que são vendidos sem receita.